# Turdaș (okręg Alba)
Turdaș – wieś w Rumunii, w okręgu Alba, w gminie Hopârta. W 2011 roku liczyła 213 mieszkańców.